# Eberhard August Wilhelm von Zimmermann
Eberhard August Wilhelm von Zimmermann (17. srpna 1743 – 4. července 1815) byl německý geograf a zoolog.
Zimmernann působil dlouho jako profesor přírodní vědy v Braunschweigu. V roce 1777 napsal významné dílo s názvem Specimen Zoologiae Geographicae Quadrupedum, jednu z prvních prací zabývající se geografickou distribucí savců.